# Stopień Wodny Janowice

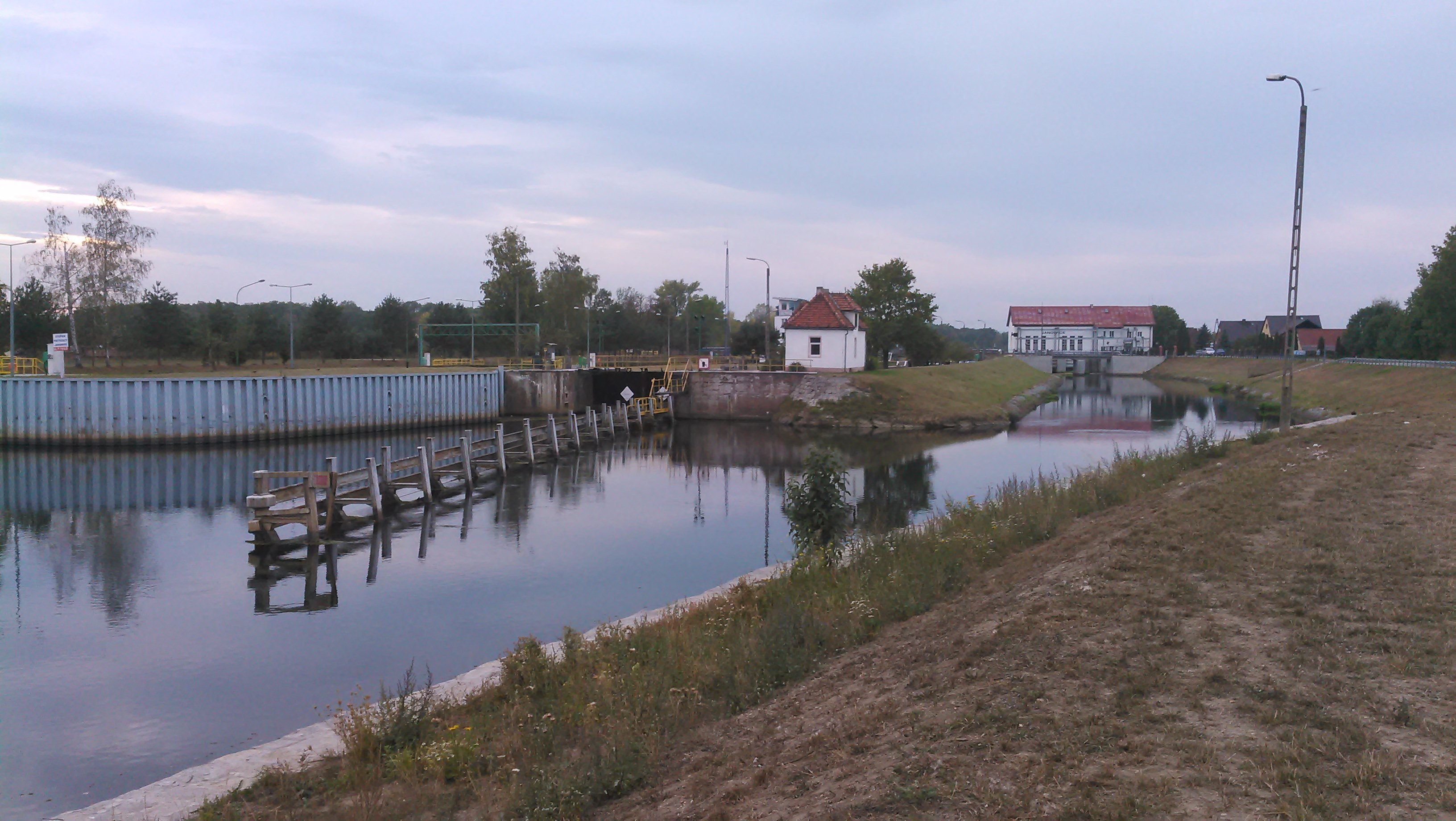
Widok na Stopień Wodny Janowice od strony wschodniej

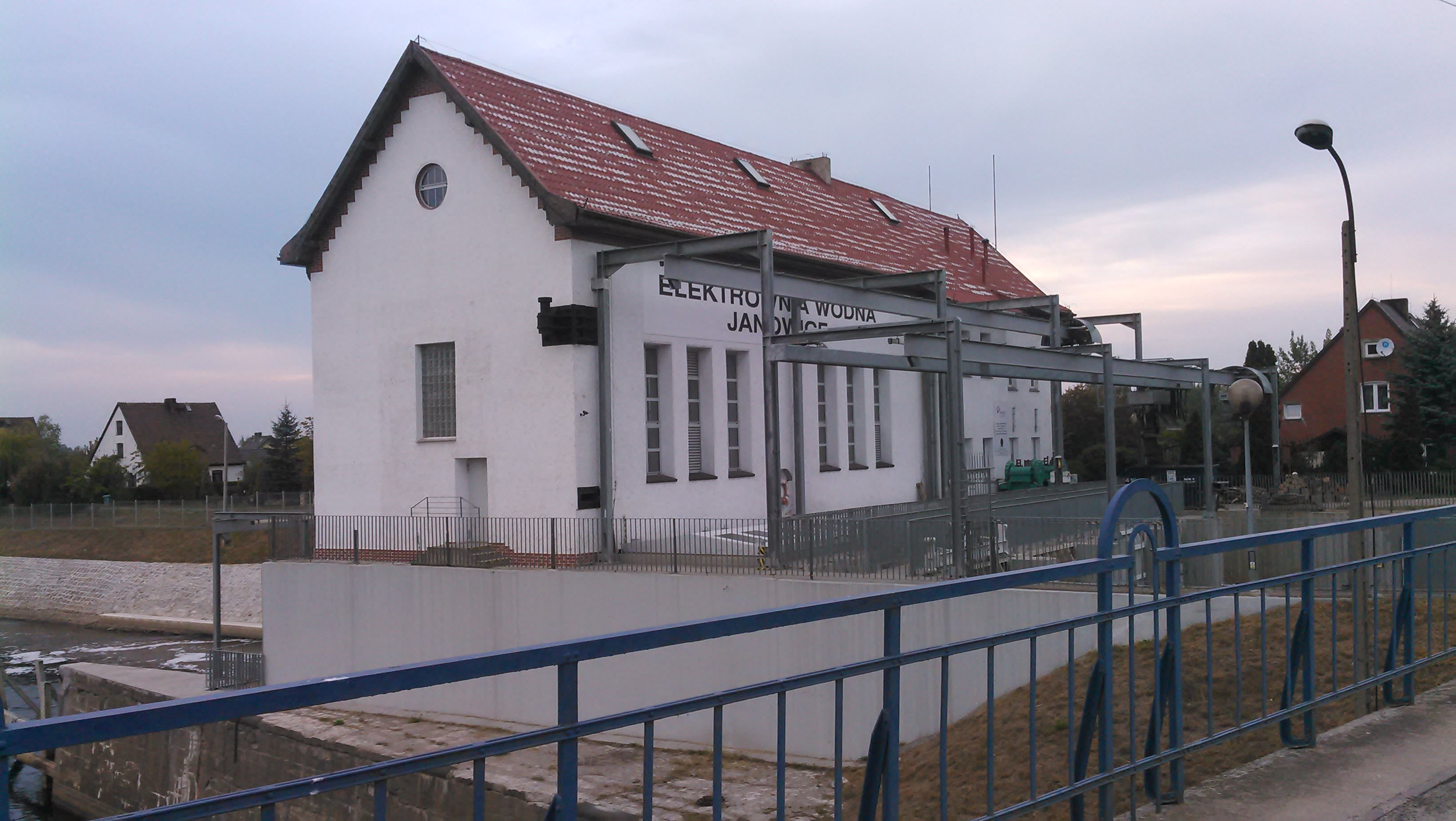
Budynek Elektrowni Janowice

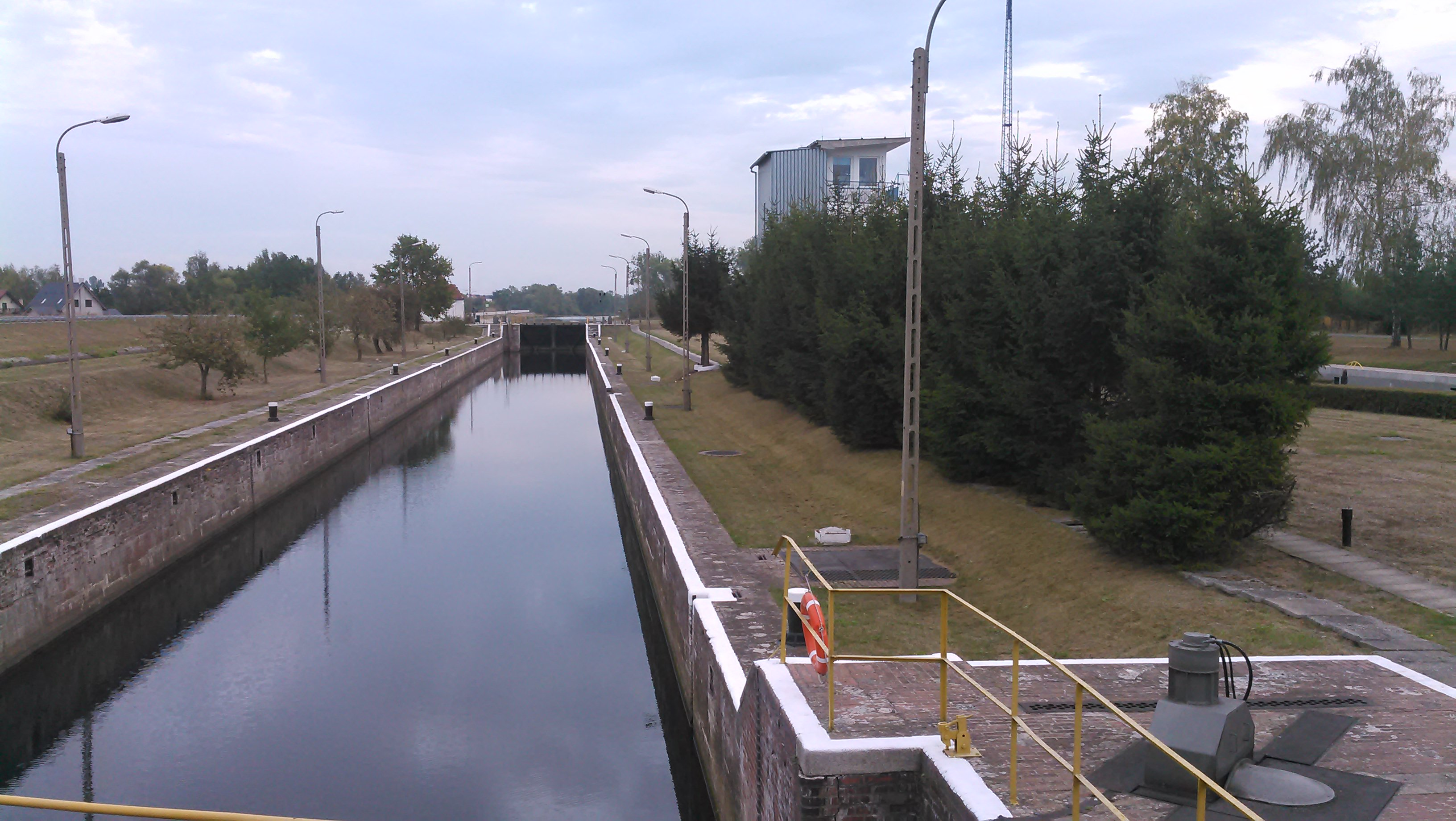
Śluza Janowice

Stopień Wodny Janowice – stopień wodny na Odrze we wsi Jeszkowice w gminie Czernica w powiecie wrocławskim, jeden ze stopni Odrzańskiej Drogi Wodnej. Znajduje się na 233. km szlaku żeglugowego. Następnym stopniem jest Stopień Wodny Bartoszowice, poprzednim Stopień Wodny Ratowice.
Został wybudowany w latach 1912–1916, składał się ze śluzy pociągowej, jazu kozłowo-iglicowego oraz zabudowań. Zespół połączono mostem drogowym z wsią Janowice. W 1920 roku rozpoczęto budowę przepływowej elektrowni wodnej Janowice, którą ukończono trzy lata później. Elementy maszynowe dostarczono drogą wodną, stąd też w południowo-wschodnim narożniku budynku postawiono żurawia. Elektrownia została wyposażona w dwie turbiny Francisa wyprodukowane przez firmę Siemens-Schuckert o łącznej mocy 1,1 MW.
Po II wojnie światowej elektrownia była remontowana w latach 1946, 1971 (zamontowano samobieżną czyszczarkę krat z 1924 roku, przeniesioną z Elektrowni Północnej; czyszczarka funkcjonuje do dziś) oraz 1993–1997.
Aktualnie trwa kolejna, zakrojona na szeroką skalę modernizacja, a wręcz można powiedzieć, całkowity remont:
Termin realizacji inwestycji: X 2009–VI 2011.
Zakres prac w ramach modernizacji elektrowni obejmuje m.in.:
- instalację nowych turbozespołów rurowych w miejsce istniejących
- przebudowa komory turbinowej, rury ssącej i wylotu z elektrowni,
- wykonanie konstrukcji pod wciągnik zamknięć remontowych do wody górnej i pod czyszczarkę krat,
- wymiana wyposażenia elektrycznego (w tym rozdzielni i transformatorów oraz urządzenie na hali maszyn pomieszczenia urządzeń elektrycznych).

Wykonawca prac to konsorcjum składające się z firm: Mostostal Warszawa S.A. i Navimor-Invest Sp. z o.o.